# ISO 23270
La norma ISO/IEC 23270 Information technology - Programming languages - C# è la norma internazionale che specifica i requisiti per la programmazione nel linguaggio C Sharp.
L'edizione in vigore della norma è la num. 3 pubblicata nel 2012-12.